# 郗占元
郗占元（1913年—2001年5月26日），河北晋县人，中华人民共和国政治人物。
早年参加抗日战争，担任东北人民政府劳动总局秘书长。中华人民共和国成立后，出任全国总工会书记处书记，劳动部副部长。1978年3月，出任中华人民共和国最高人民检察院副检察长。2001年去世。